# Église Sainte-Bernadette de Tarbes
L'église Sainte- Bernadette de Tarbes est une église catholique 
du XXe siècle située à Tarbes, dans le département français des Hautes-Pyrénées en France.

## Localisation
L'église Sainte- Bernadette, est située dans le quartier d'Ormeau-Figarol (canton de Tarbes 3) au sud-est de la place Anatole-France, rue de la Concorde.

## Historique
La nouvelle église a été inaugurée en 1960, elle est l' œuvre de l'architecte Pierre Ducoloner.

## Galerie d'images

Sélection de vues de l’Église.
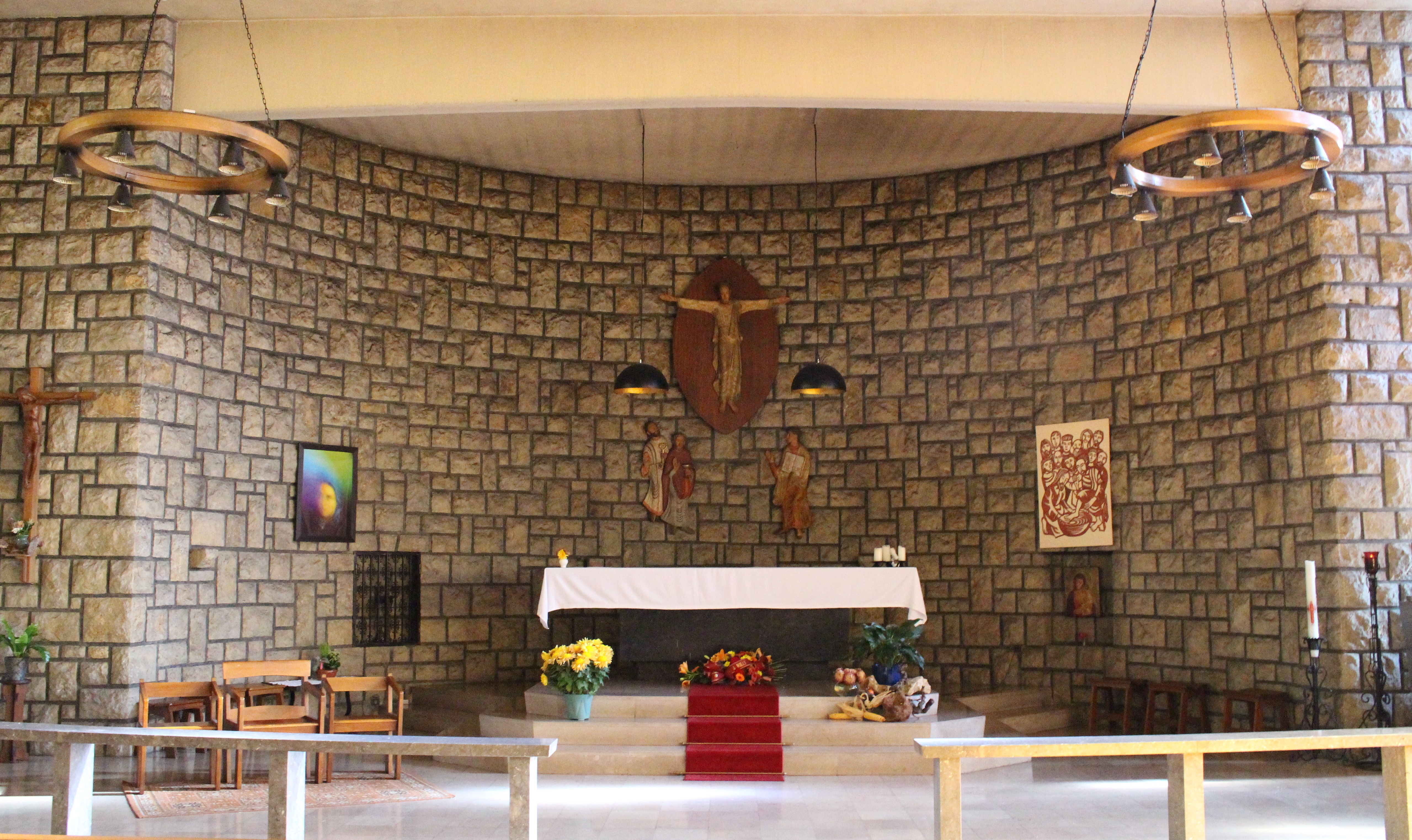
Le chœur.
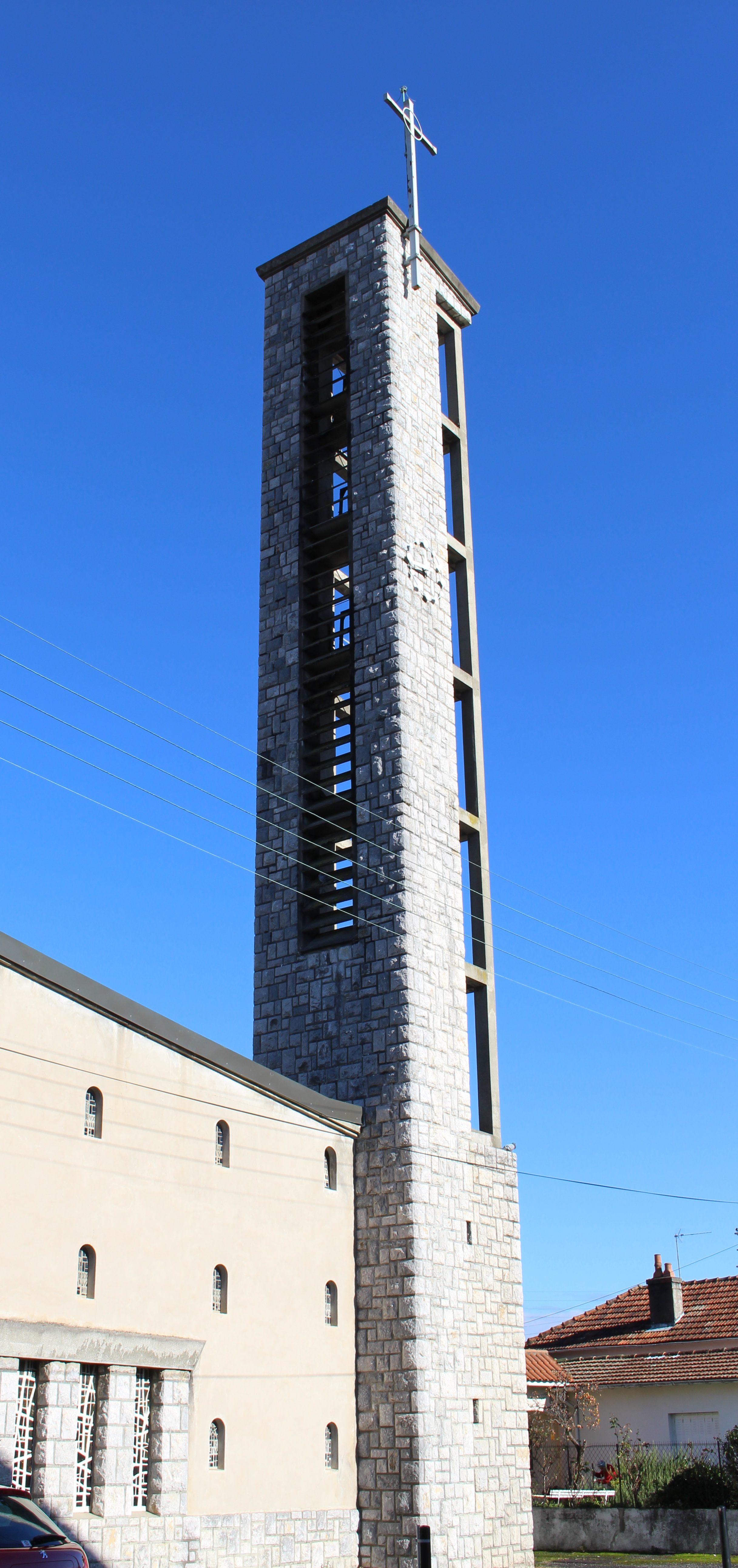
Le clocher.
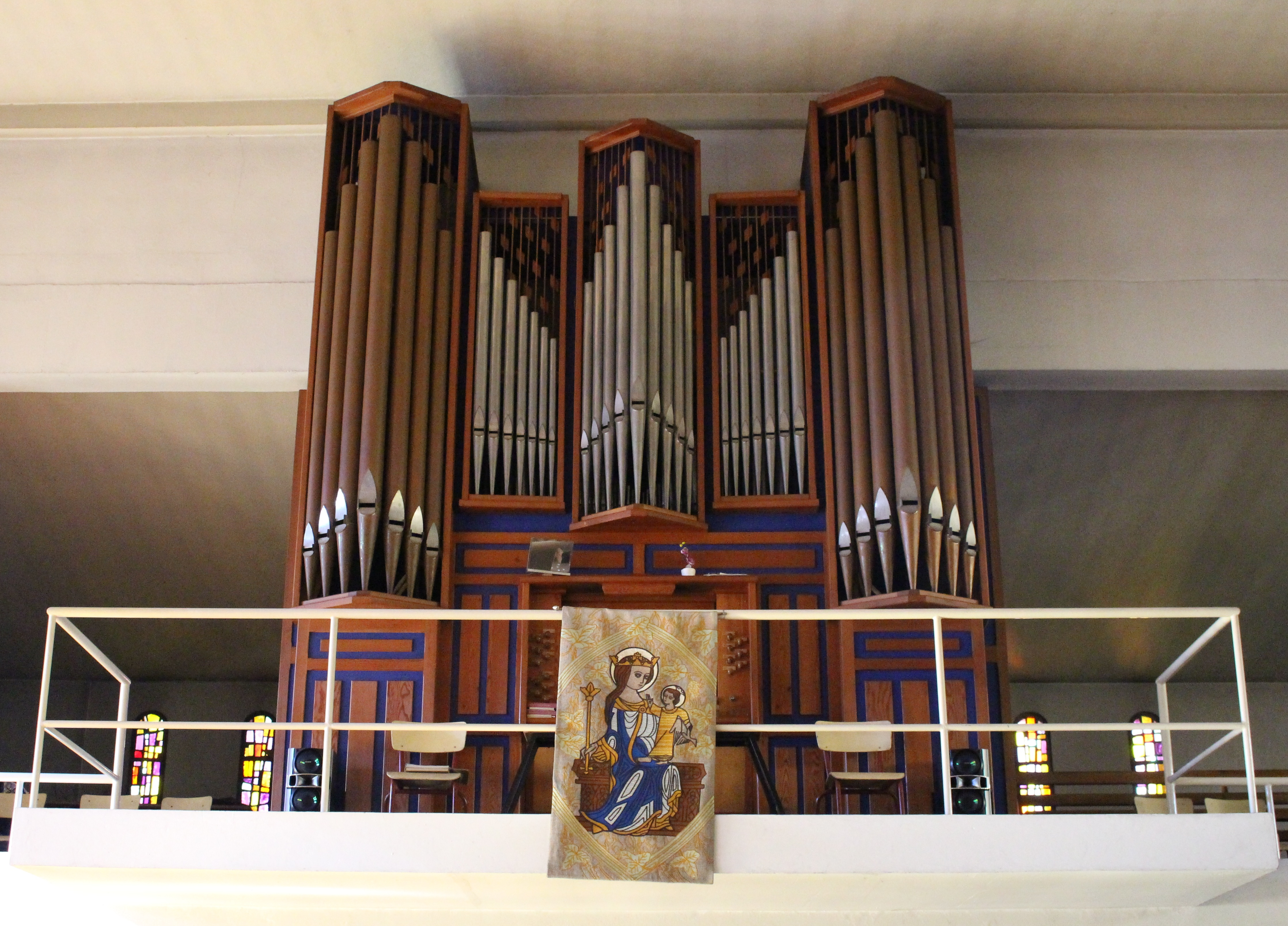
L’orgue.